# Vincent C. Gray

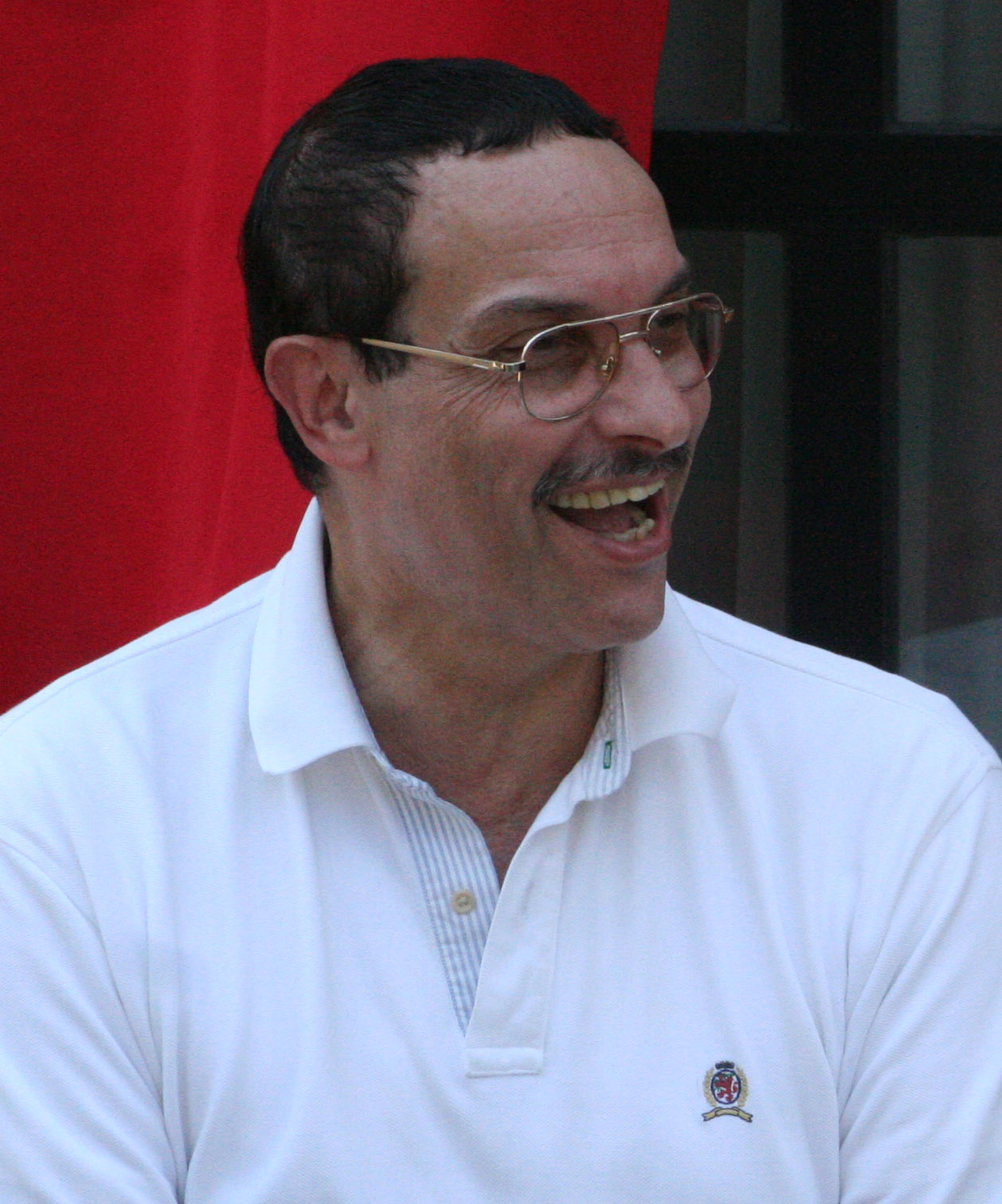
Vincent C. Gray (2007)

Vincent Condol Gray (* 8. November 1942 in Washington, D.C.) ist ein US-amerikanischer Politiker. Von Januar 2011 bis Januar 2015 war er Bürgermeister seiner Heimatstadt Washington, D.C., des Regierungssitzes der Vereinigten Staaten. Er gehört der Demokratischen Partei an.

## Leben
Gray besuchte die Dunbar High School in Washington. Nach seinem High-School-Abschluss studierte er an der George Washington University, welche sich ebenfalls in seiner Geburtsstadt befindet, Psychologie; er erlangte einen Bachelor of Arts in seinem Studienfach.
Im Laufe seiner politischen Karriere war er vor allem im Sozialen tätig: Er startete seine politische Laufbahn bei der D.C. Association for Retarded Citizens, einem Verband, der sich für behinderte Bürger einsetzt. Dort unterstützte er mit einem innovativen öffentlichen Programm geistig Behinderte. Im Jahr 1991 berief ihn die damalige Bürgermeisterin Sharon Pratt Kelly auf den Posten des Director of the DC Department of Human Services (Direktor des Sozialamtes des District of Columbia). Von 1994 bis 2004 war er Generaldirektor des Covenant House Washington, einer Organisation, die sich um obdachlose Jugendliche kümmert.

### Im Stadtrat des District of Columbia
Am 2. Januar 2005 wurde er als Stadtrat vereidigt, nachdem er bei der Vorwahl im September 2004 gegen das amtierende Mitglied aus dem 7. Wahlbezirk, Kevin P. Chavous, gewonnen hatte und bei der Wahl im November gleichen Jahres 91 Prozent der Stimmen geholt hatte. Im Laufe seiner Zeit als Stadtrat war er Mitglied der Ausschüsse für Gesundheitswesen, Bildung, Soziales, wirtschaftliche Entwicklung, Bibliotheken und Erholung. Die Vorsitzende des Stadtrats, Linda W. Cropp, setzte ihn außerdem zum Vorsitzenden eines speziellen Ausschusses zur Prävention von Jugendgewalt ein. 2006 wurde Gray selbst Vorsitzender des Stadtrates, nachdem die damalige Vorsitzende Linda W. Cropp beschlossen hatte, für keine weitere Amtszeit als Vorsitzende zu kandidieren, da sie das Bürgermeisteramt anstrebte.

### Bürgermeister von Washington
Gray trat am 30. März 2010 in den Wahlkampf ein. Für seine Kampagne benutzte er einen Slogan, den er bereits während seiner Zeit als Vorsitzender des Stadtrats verwendet hatte: One City. Leadership We Need. Die Wahl zum Bürgermeister gewann er mit 54 Prozent der Stimmen, sein stärkster Rivale Adrian Fenty kam auf 44 Prozent. Während seiner Amtszeit leitete er unter anderem in die Wege, dass Angestellte der Stadt an vier Tagen unbezahlt beurlaubt werden, um 19 Millionen Euro einzusparen. Im Zuge einer Debatte über rassistische Namen von Football-Teams sagte er 2013, die Redskins dürften erst wieder in seiner Stadt spielen, wenn sie sich umbenannt hätten.
Am 2. Januar 2015 trat Muriel Bowser seine Nachfolge an.

## Privates
Gray hat zwei Kinder, Jonice Gray Tucker und Vincent Carlos Gray, und zwei Enkelkinder, Austin Gray Tucker und Jillian Gray Tucker. Im Juli 1998 starb Grays Ehefrau Loretta. Vincent Gray lebt im Washingtoner Stadtteil Hillcrest und ist römisch-katholisch.